# Монастырь-Лешнянский
Монастырь-Лешнянский (укр. Монастир-Лішнянський) — село в Дрогобычской городской общине Дрогобычского района Львовской области Украины.
Население по переписи 2001 года составляло 321 человек. Занимает площадь 0,731 км². Почтовый индекс — 82127. Телефонный код — 3244.